# Liste der Wappen in der Provinz Arezzo
Liste der Wappen in der Provinz Arezzo beinhaltet alle in der Wikipedia gelisteten Wappen der Provinz Arezzo in der Region Toskana (Italien). In dieser Liste werden die Wappen mit dem Gemeindelink angezeigt.

## Wappen der Provinz Arezzo

Provinz Arezzo
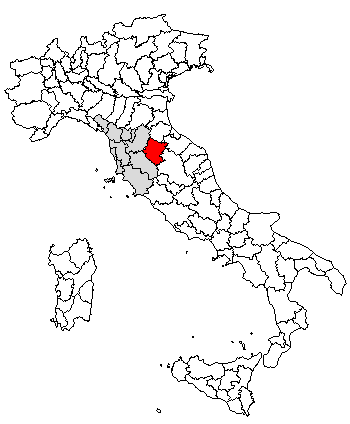
Lage in Italien

## Wappen der Gemeinden der Provinz Arezzo

Anghiari
Arezzo
Badia Tedalda
Bibbiena
Bucine
Capolona
Caprese Michelangelo
Castel Focognano
Castelfranco Piandiscò
Castel San Niccolò
Castiglion Fibocchi
Castiglion Fiorentino
Cavriglia
Chitignano
Chiusi della Verna
Civitella in Val di Chiana
Cortona
Foiano della Chiana
Laterina Pergine Valdarno
Loro Ciuffenna
Lucignano
Marciano della Chiana
Montemignaio
Monterchi
Monte San Savino
Montevarchi
Ortignano Raggiolo
Pieve Santo Stefano
Poppi
Pratovecchio Stia
San Giovanni Valdarno
Sansepolcro
Sestino
Subbiano
Talla
Terranuova Bracciolini

## Wappen ehemaliger Gemeinden

Castelfranco di Sopra
Pian di Scò
Laterina
Pergine Valdarno
Pratovecchio
Stia